# アクア・ティーン・ハンガー・フォース
『アクア・ティーン・ハンガー・フォース』（原題：Aqua Teen Hunger Force、略称：ATHF、2011年よりAqua Unit Patrol Squad 1に改題は、2012年よりAqua Something You Know Whateverに改題）はアメリカ合衆国のテレビアニメ。アメリカ合衆国ではカートゥーン ネットワークの深夜枠であるアダルトスイム枠で放送されており、カナダでもテレトゥーンで放送されている。日本ではポニーキャニオンにより2009年にDVDがリリースされた。本作の原型は"Space Ghost: Coast to Coast"の"Baffler Meal"だが、この回におけるキャラクターのデザインや口癖などは現在のものと異なっている。
2000年12月30日にパイロット版の放送が行われて以来、本作は2015年8月30日までの15年間にわたって放送された。2007年には、アメリカ合衆国の877の映画館でen:Aqua Teen Hunger Force Colon Movie Film for Theatersが上映された。

## 概要
本作は、ニュージャージー州郊外（第8シーズン以降はワシントン州シアトル）に住む擬人化された3人のファストフードとその隣人を主人公にしており、家にやってくる怪物たちと登場人物たちのやり取りを中心としている。その怪物たちはたいてい非力だったり、無責任だったりすることが多い。ポストモダニズム・ユーモアを持ったアニメとして知られている。本作は、シュールなネタやブラックユーモアがよく用いられており、最初は順序だっているストーリーがキャラクターの言動によって混とんと化することが多い。また、話に連続性がなく、レギュラーキャラクターが死んだと思ったら次の回では元気にしていることもある。

## 登場人物

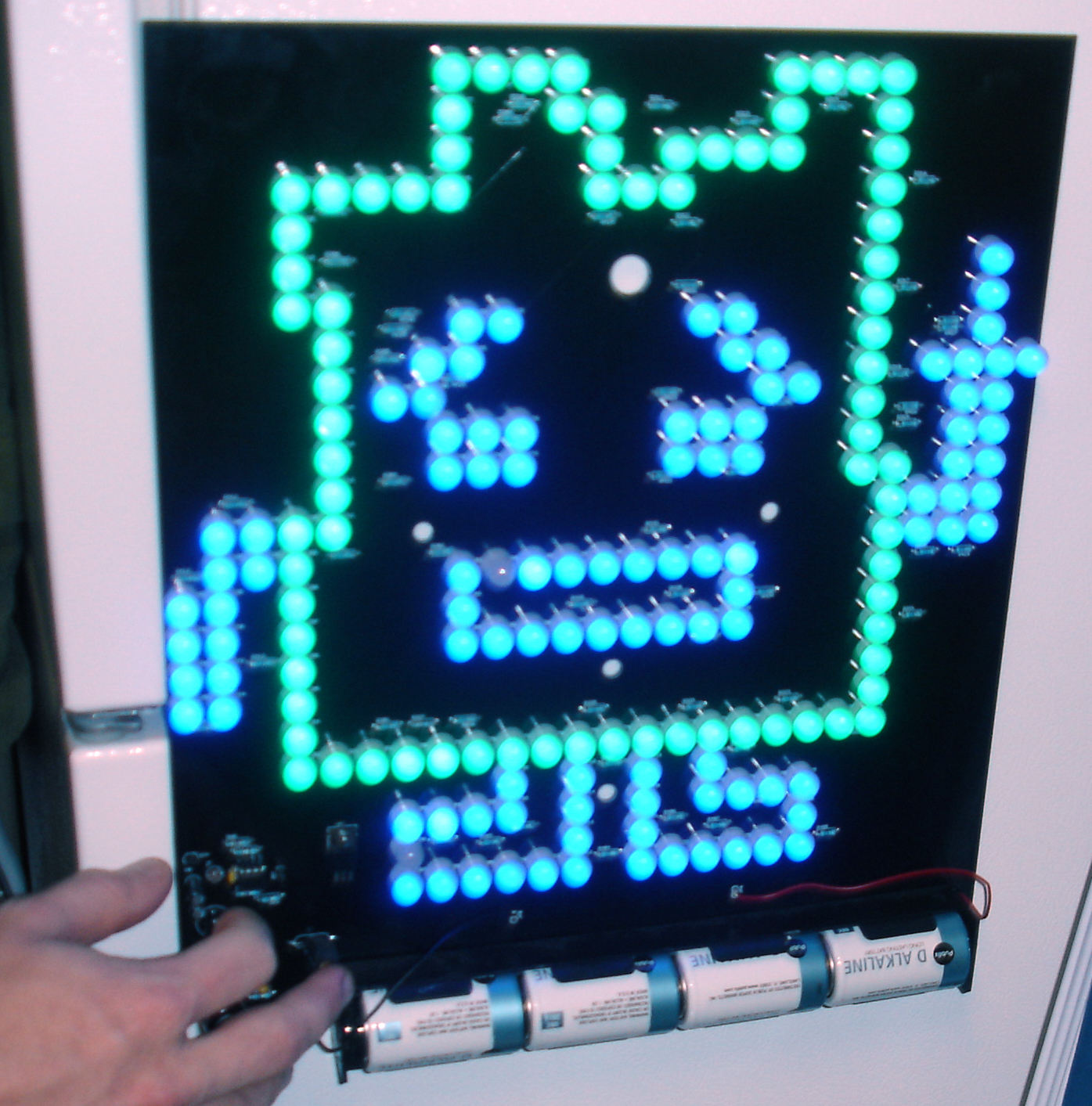
ボストン・アド・キャンペーン爆弾騒動の際用いられたIgnignoktのライト

マスターシェイク
声：ダナ・シュナイダー/吹き替え：モト冬樹
ミルクシェイクを擬人化したキャラクターで、頭にピンクのストローが刺さっている。ソシオパスで自己中心的。よくミートワッドに怒りをぶつける。
フライロック
声：ケアリー・ミーンズ/吹き替え：肥後克広
フライドポテトを擬人化したキャラクター。歯には矯正器をしている。青い不思議な宝石を身につけているため、浮遊した状態で現れる。フリーランスではあるが、立派な科学者である。その為、唯一三人のなかで頭がよく常識的であり、マスターシェイク、ミートワッドにとっては父親のような存在。
ミートワッド
声：デイヴ・ウィリス/吹き替え：松村邦洋
挽肉を擬人化したキャラクターで、単純な性格をしている。中指やイグルー、ホットドッグなど、様々なものに形を変えられる。
Carl Brutananadilewski
声：デイヴ・ウィリス/吹き替え：モト冬樹
3人組の隣人。よく三人の行事やトラブルに巻き込まれており、彼らをイカレた連中として嫌っている。ハゲで太った体格をしており、金色のネックレスに白いタンクトップ、青いスエット・パンツ、緑のビーチサンダルといった服装をしている。
ポルノとボストンのMore Than A Feeling といったクラシック・ロックを愛しており、それを自慰の種にしている。
熱狂的なニューヨーク・ジャイアンツのファンでもある。
Dr. Weird
声：C. Martin Croker/吹き替え：浅見小四郎
さびれた精神病院に入れられたマッドサイエンティスト。
スティーブ
声：C. Martin Croker/吹き替え：モト冬樹
Dr. Weirdの助手。なぜかWeirdとは夫婦関係にある。
The Mooninites
月から来たエイリアン2人組。
彼らの名の由来はメノナイトより。2人が合体することでMoon BlasterやMoon Glacierに変形（？）することが出来る（Blasterは物凄く遅く、当たるのに数分かかる。Glacierは一定。その代わり威力は抜群）。
Ignignokt
声：デイヴ・ウィリス/吹き替え：浅見小四郎
2人組のうち、大柄で緑色の体をした方。中指を上げて「I'm doing this as hard as I can」と言うことで有名。2007年に起きたボストン・アド・キャンペーン爆弾騒動のとき、彼のイラストが用いられた。
Err
声：デイヴ・ウィリス/吹き替え：栗田貫一
2人組のうち小柄で紫色の体をした方。口が悪く、結構暴れん坊。
Boxy Brown
声：デイヴ・ウィリス/吹き替え：
ミート・ワッドの箱からできたイマジナリーフレンド。黒人のアクセントと性格をもっており、ミート・ワッドは彼を恐れている。他にもDeweyやVanessaといったリンゴとトイレットペーパーの筒がいる。
Cybernetic Ghost of Christmas Past from the Future
声：Matt Maiellaro/吹き替え：浅見小四郎

Oglethorpe
声：Andy Merrill/吹き替え：松村邦洋
Emory
声：Mike Schatz/吹き替え：栗田貫一
MC Pee Pants
声：MCクリス/吹き替え：栗田貫一
売れないラッパー。最初は大蜘蛛、その後は牛や老人になっている（牛の時の名前はSir Loin,老人の時はLittle Brittle）。何度も死亡しており、死ぬたびにサタンに違う姿で地上に返されている。三人組に二回殺されている（MC Pee Pantsのときは爆死、Sir Loinのときは肉屋で切り刻まれた）。Little Brittleのときは吸血鬼になったものの、日光を浴びて死亡。
Dr. Wongburger
声：Tommy Blacha/吹き替え：
異星人のマッドサイエンティスト。MC Pee Pants同様何度も死んでは違う姿で現世に戻っている。"Dickesode"で初登場を果たしたときは、陰茎を擬人化したような姿をしており、Wong Burgerという飲食店を経営しながら、他人の陰茎を狙っていた。"Creature from Plaque Lagoon"で再び登場したときは、歯を擬人化したような姿をして、他人の歯を狙っていた。

## 製作
このアニメの大半は声優によるアドリブ（行き当たりばったりによるものも含む）で構成されている。番組に脚本は存在するが、最終レコーディングで声優がアドリブを入れるため、元の脚本からかけ離れた内容になることもある。これは、キャストやスタッフの幾人かが Space Ghost Coast to Coastで一緒に仕事をしていたことにも由来する。オープニングテーマは ラッパーのen:Schoolly Dが歌っており、初期においては解説を入れることもあった。
主役の3人、マスターシェイク、フライロック、ミートワッドはもともとSpace Ghost Coast to Coastの"Baffler Meal"という回に出てくる架空のファーストフードチェーン店"Burger Trench"のマスコットキャラクターを原型としており、この時点ではマスターシェイクとフライロックのデザイン・性格・声が現在と異なっていた。タイトルの"Teen Hunger Force"という名前は、3人が十代の人間たちの飢えをいやすという使命からつけられたものである。
"Baffler Meal"は数年間放送されず、本作の人気が出てきた際に、"Kentucky Nightmare"と改作された形で初めて放送された。

### 音楽
本作のテーマソングはスクーリー・Dが担当しており、テーマソングがゲームSaints Row: The Thirdに使用されている。また、スクーリー・D以外にも、ジョシュ・オムやニーコ・ケースといった多数のミュージシャンが参加しており、最終シーズンである"Aqua Teen Hunger Force Forever"の"The Last One Forever and Ever (For Real This Time) (We Fucking Mean It)"という回ではパティ・スミスが登場し、"Aqua Teen Dream"を演奏した。

### 最終シーズン"Aqua Teen Hunger Force Forever"
2015年、アダルトスイムは本作の打ち切りを発表した。打ち切りは原作者であるデイヴ・ウィリスとマット・マイエラーロ の意思を無視して決定したものであり、この時点で第11シーズンであるアクア・ティーン・ハンガー・フォース・フォーエバーはまだ完成しておらず、スタジオから2人にに連絡が寄せられる形となった。ウィリスは「アダルトスイム代表のマイク・ラッゾは、他に移る準備ができていたため、打ち切りを決めたのだろう」と話している。2015年8月23日にスペシャル番組"The Last One Forever and Ever (For Real This Time) (We Fucking Mean It)"に放送された後、事実上の最終回となる"The Greatest Story Ever Told"が8月26日にオンライン配信され、8月30日にテレビ放送された。この回を以て終了した本作は、アダルトスイムのオリジナル番組の中で最も長く放送されたアニメとなった。

#### 続編の構想
打ち切りについてのインタビューの中で、マイエラーロは新作の構想がないとしつつも、またいつか戻ってくるかもと話している 。
2017年にはアダルトスイムに対し、なぜ本作の新エピソードを作らないのかという質問が寄せられた。

## DVD
- アクア・ティーン・ハンガー・フォース vol.1 CLON MOVIE FILM FOR THEATERS

2010年1月20日発売。「オレたちのチョウセン」を収録
- アクア・ティーン・ハンガー・フォース for JAP Eps.2

2010年3月17日発売。「激ヤバフレックスのナゾ」を収録。
- アクア・ティーン・ハンガー・フォース for JAP Eps.3

2010年4月21日発売。「激ヤバフレックスのキョウフ」を収録。
- アクア・ティーン・ハンガー・フォース for JAP Eps.4

2010年5月19日発売。「セイシをかけた戦い」を収録。

## スタッフ
- 監督：デイヴ・ウィリス、 マット・マイエラーロ
- 美術：ラディカル・アクシス
- 製作：ウィリアム・ストリート

### 日本語版スタッフ
- 演出：遠藤達也
- 字幕監修：桑原あつし
- 脚本：小川浩之